# 扶桑町総合体育館
扶桑町総合体育館（ふそうちょうそうごう たいいくかん）は、愛知県丹羽郡扶桑町にある体育館。

## 概要
扶桑町では1956年（昭和31年）4月1日より工場誘致条例を適用し、工場誘致を積極的に進めてきた。次々と町内に工場が誘致されたが、そうした工場の中には業績不振のため倒産するものも現れた。そうした工場の一つである東和電機の工場敷地跡を町が買収、整備し、1972年（昭和47年）10月1日、扶桑町総合グラウンドが竣工。その後、敷地内に体育館、プールが建設され、現在に至る。
利用時間は9:00～21:00。休館日は毎週火曜日及び12月28日から1月3日の年末年始。
通常の窓口受付に加え、施設の検索・施設の予約・空き状況検索等をパソコン・携帯電話からインターネットを通じて行うことが可能（公共施設予約）

## 沿革
- 1972年（昭和47年）10月1日 - 扶桑町総合グラウンド開設。
- 1974年（昭和49年）6月15日 - 扶桑町町民プール開設。
- 1982年（昭和57年）3月30日 - 扶桑町町民テニスコート開設。
- 1983年（昭和58年）3月15日 - 扶桑町総合体育館開館。
- 1994年（平成6年）10月29日 - わかしゃち国体開催。
- 2021年（令和3年）3月8日 - 扶桑町民プール使用中止。
- 2025年（令和7年）9月1日 - ネーミングライツ導入（予定）。

## 施設
第1競技場
- 面積：1,330m2
- 観客席（2階）：298席

| 種目             | 同時使用面数 |
| ---------------- | ------------ |
| バスケットボール | 2面          |
| バレーボール     | 2面          |
| バドミントン     | 6面          |
| 卓球             | 15台         |
| 器械体操器具     | 1式          |

第2競技場
- 面積：385m2

| 種目         | 同時使用面数 |
| ------------ | ------------ |
| バレーボール | 1面          |
| バドミントン | 1面          |
| 卓球         | 7台          |

柔剣道場
- 面積：420m2

その他
- トレーニング室（112.5m2）
- 健康相談室（45.0m2）
- 会議室兼応接室（45.0m2）
- ミーティング室（36.4m2）
- 会議室1（35.0m2）
- 会議室2（35.0m2）
- 会議室3（52.5m2）

## ネーミングライツの導入
2024年（令和6年）6月7日、扶桑町議会6月定例会一般質問で、ネーミングライツ導入についての質問が行われた。扶桑町周辺の自治体についての状況が質問され、犬山市、江南市、大口町でネーミングライツが導入されている状況が確認されると、「扶桑町でもネーミングライツの導入による財源増加策について早期に取り組んでいただきたいと思いますが、どうでしょうか」との要望がなされ、町は「今年度中に整理していきたい」と回答した。
2025年（令和7年）9月1日より、ネーミングライツを導入。愛称は「扶桑町総合体育館 ～免疫ケアで健康習慣を～」。ネーミングライツパートナーは株式会社CBCテレビで、契約期間は2028年（令和10年）8月31日までの3年間。料金は年額50万円（消費税等込み）。扶桑町では2024年（令和6年）10月より「元気な免疫プロジェクト」に参画し、体の免疫の大切さを町民に伝える取り組みを官民連携で進めている。その発信拠点として扶桑町総合体育館を位置づけ、免疫ケアを中心とした健康なまちづくりを進める。

## 扶桑町総合グラウンド
軟式野球一面またはソフトボール三面ができるグラウンドであるが、グラウンドゴルフ、ゲートボール、サッカーその他の体育行事、一般的な屋外行事にも広く利用されている。1981年（昭和56年）に照明施設を建設し（照明塔5基、工費3,800万円）、夜間利用もできるようになった。1994年（平成6年）の第49回国民体育大会もここで実施された。
| 設立          | 規模     | 工費    |
| ------------- | -------- | ------- |
| 1972年10月1日 | 10,620m2 | 1,235万 |

## 扶桑町町民プール
総合体育館の隣接地にあり、大プール（長辺25メートル）及び円形の幼児用プール（直径18メートル、深さ50センチ）があり、夜間照明施設を持つプールで、例年7月第一土曜日より8月末まで開場し、町民に親しまれていた。大プールは学校給食共同調理場の新築用地となって2009年の利用を最後に取り壊された。利用料は大人100円、幼児は無料で、2019年は約880人が訪れた。
2021年（令和3年）3月8日、扶桑町は町民プールの使用を2021年度から中止すると明らかにした。2020年は新型コロナウイルス感染防止のためプールは開かれず、水遊びは結果的に2019年が最後となった。「施設の老朽化と利用者の減少」がプールの使用中止の理由だという。
| 設立          | 規模  | 工費    |
| ------------- | ----- | ------- |
| 1974年6月15日 | 953m2 | 8,915万 |

## 扶桑町町民テニスコート
扶桑町に二つあるテニスコートのうちの一つ（もう一つは木曽川扶桑緑地公園）。扶桑町立扶桑北中学校や丹羽高等学校のテニス部が利用するほか、地元のテニス愛好家たちが多く利用している。
- 愛知県丹羽郡扶桑町大字柏森字平塚357−1
- クレーコート3面
- 練習板

| 設立          | 規模    | 工費    |
| ------------- | ------- | ------- |
| 1982年3月30日 | 3,946m2 | 1,890万 |